# اینابا میچی‌نوری
اینابا میچینوری (به ژاپنی: 稲葉 通則 いなば みちのり); ۱ ژانویهٔ ۱۴۶۴ – ۳۰ اوت ۱۵۲۵) سامورایی، دایمیو در دوره سنگوکو بود. او پدر اینابا یوشی‌میچی بود. پسر ارشد اینابا میچیسادا به دلیل پیری پدرش سرپرست خانواده را بر عهده گرفت. هنگامی که ارباب او، توکی یوری‌آکی، نیروهایی را برای بیرون راندن 
آزای سوکه‌ماسا (پدربزرگ آزای ناگاماسا که در ماکیتا، ناحیه ایشیزو مستقر بود، فرستاد، او نیز از این روش پیروی کرد و به سمت رودخانه ماکیتا حرکت کرد. هنگامی که یوریوشی مورد حمله ارتش آزای قرار گرفت و در مخمصه ای قرار گرفت، او برای نجات آنها رفت و یوریوشی را از دست داد، او در نبرد به همراه پسر ارشدش میچیکاتسو، پسرانش و ده‌ها تن از دست نشاندگان جان باخت.
تنها پسر جوان او، یوشیمیچی، معبد خانوادگی خود، شوتوکو-جی را ساخت و در آنجا به خاک سپرده شد.